# Idaea granadaria
Idaea granadaria är en fjärilsart som beskrevs av Otto Staudinger 1901. Idaea granadaria ingår i släktet Idaea och familjen mätare. Inga underarter finns listade i Catalogue of Life.